# Campinorte
Campinorte es un municipio brasilero del estado de Goiás.